# Pirinska Makedonija
Pirinska Makedonija ali Vzhodna Makedonija (bolgarsko Пиринска Македония; Източна Македония) je pokrajina v Bolgariji, gorato območje na jugozahodu države z največjim mestom in središčem Blagoevgradom ter se ozemeljsko skoraj prekriva z Blagoevgrajsko oblastjo. Obsega dolino oziroma srednji tok reke Strume s Kresnensko klisuro in sosednje Meste ter oba največja gorska masiva v Bolgariji: v celoti Pirin, po katerem se Pirinska Makedonija tudi imenuje, in delno Rilo, na vzhodu pa meji na Rodopsko gorovje. V območju Pirinske Makedonije je med drugim največja koncentracija toponimov »Bistrica« v Bolgariji in na tem delu Balkana sploh.    
Pirinska Makedonija, ki meji na Severno Makedonijo na zahodu in nekdanjo regijo Egejsko Makedonijo na jugu, je del širše makedonske regije.
Jugozahodni kot bolgarske Pirinske Makedonije je tromeja med Bolgarijo, Severno Makedonijo in Grčijo na Belasici, gori, ki poteka v liniji vzhod-zahod, tako da meja tvori skoraj pravi kot.